# Spermacoce densiflora
Spermacoce densiflora là một loài thực vật có hoa trong họ Thiến thảo. Loài này được (DC.) Alain miêu tả khoa học đầu tiên năm 1988.